# 福岡城
福岡城是日本的一座城堡，地位於福岡縣福岡市中央区城内。別名舞鶴城、石城。江户时代初期建成、由外樣大名福岡藩黑田氏居城。日本國家指定史跡。

## 概要

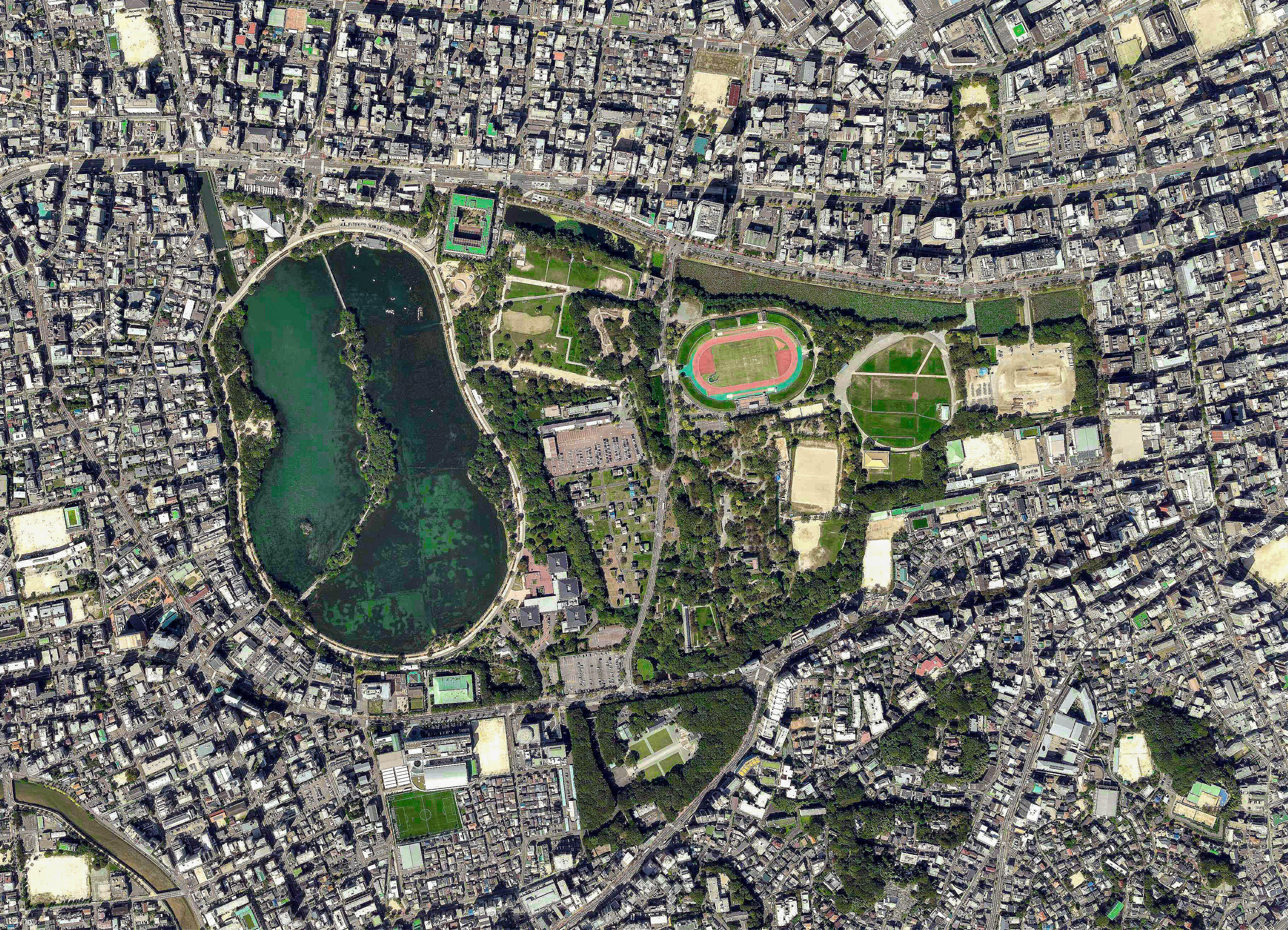
福岡縣福岡市中央區福岡城、大濠公園的空中照片，攝於2020年

福岡城是位於福岡市中心一座的平山城。普請奉行是野口佐助一成。城地與福崎丘陵，位於博多及那珂川之間的西方。城內有47個櫓，面積約25平方米。城下町位於城的北方。
築城時，因為黑田氏在筑前國福岡復興，因此將名字改為福岡。加藤清正對此城作出評價，對野口一成的指揮石垣部份特別贊許，因此稱為石城。
現時城的遺跡門、櫓是現存建造物。多聞櫓及二丸的南隅櫓是日本重要文化財，至於潮見櫓、大手門、祈念櫓、母里太兵衛邸長屋門是福岡縣的文物。名島門是福岡市的文物。此外，多聞櫓及鄰近的北隅櫓的重建的建造物。

## 歷史

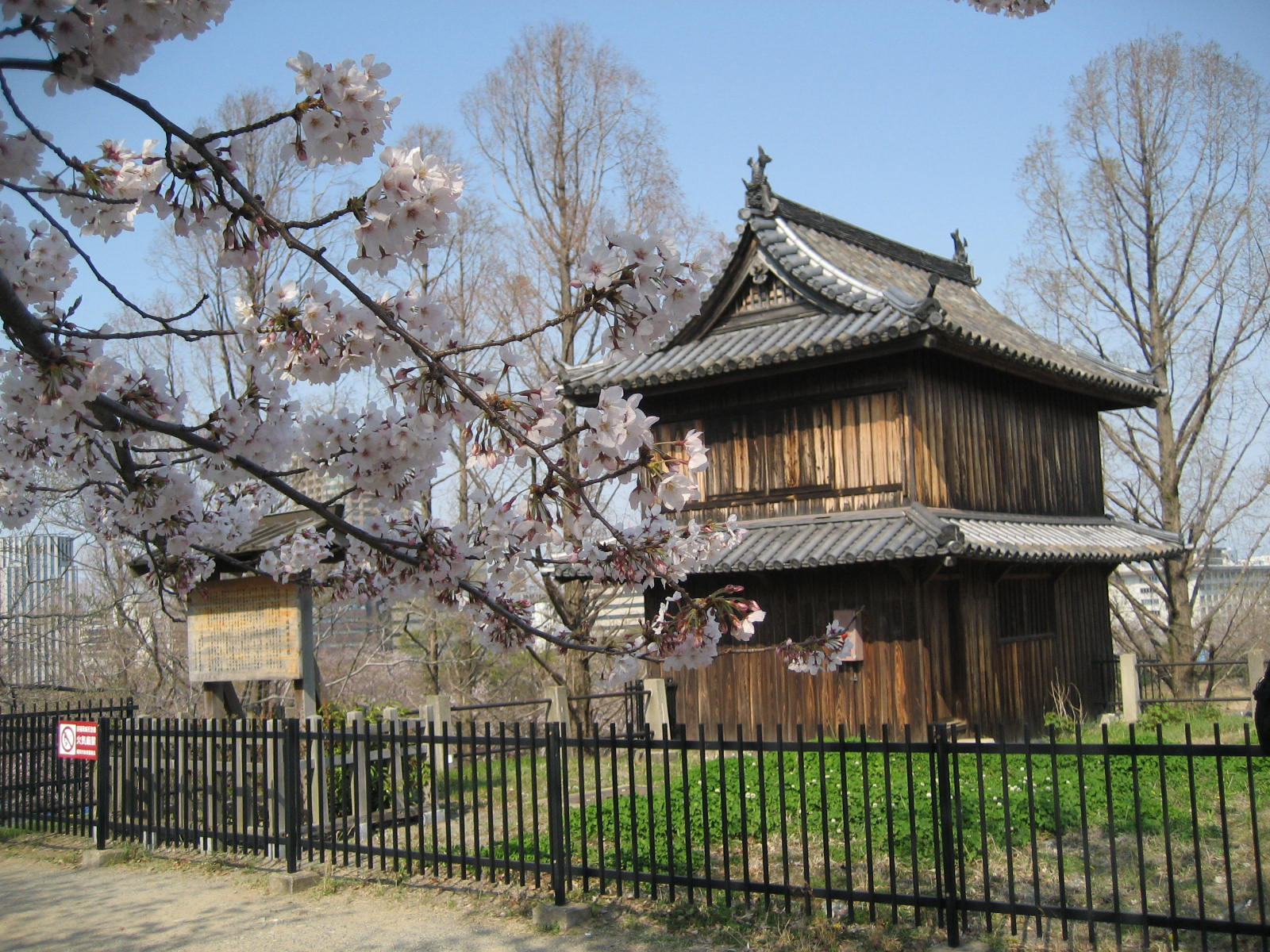
4月櫻花盛開之際的福岡城

### 江戶時代
慶長元年（1600年），因黒田孝高、長政父子在關原之戰功績，由豐前國中津16萬石大幅增封至筑前國53萬石，初時居城為名島城，由於附近發展困難，需要尋找新的城方，黑田氏立即在另一個地方建造新的城堡，地址在福崎丘陵，慶長2年（1601年）開始建造，慶長8年（1607年）完工。
在江戶時代，進行過多次增築工程，特別在嘉永及萬延年間進行大規則的改建。

### 近代
明治4年（1871年）廢藩置縣後在舊下屋敷設置福岡縣廳。明治6年（1873年）實行廢城令，由第6軍官管理，不少建築物被解體後，移到其他地方重建。明治三十五年（1902年）埋在地下的火藥爆發，炸毀了鐵物櫓。
昭和32年（1957年）8月29日列入為日本史跡。昭和46年（1971年）多聞櫓及二丸南隅櫓為重要文化財。昭和62年1987年在三丸平和台球場一帶發現了平安時代外交設施鴻臚館的遺址。平成12年（2000年）因火災燒毀了下橋大手門的一部份，後來進行修補。平成20年（2008年）11月1日開放給公眾參觀。平成18年（2006年）4月6日被選為日本100名城（85號）。

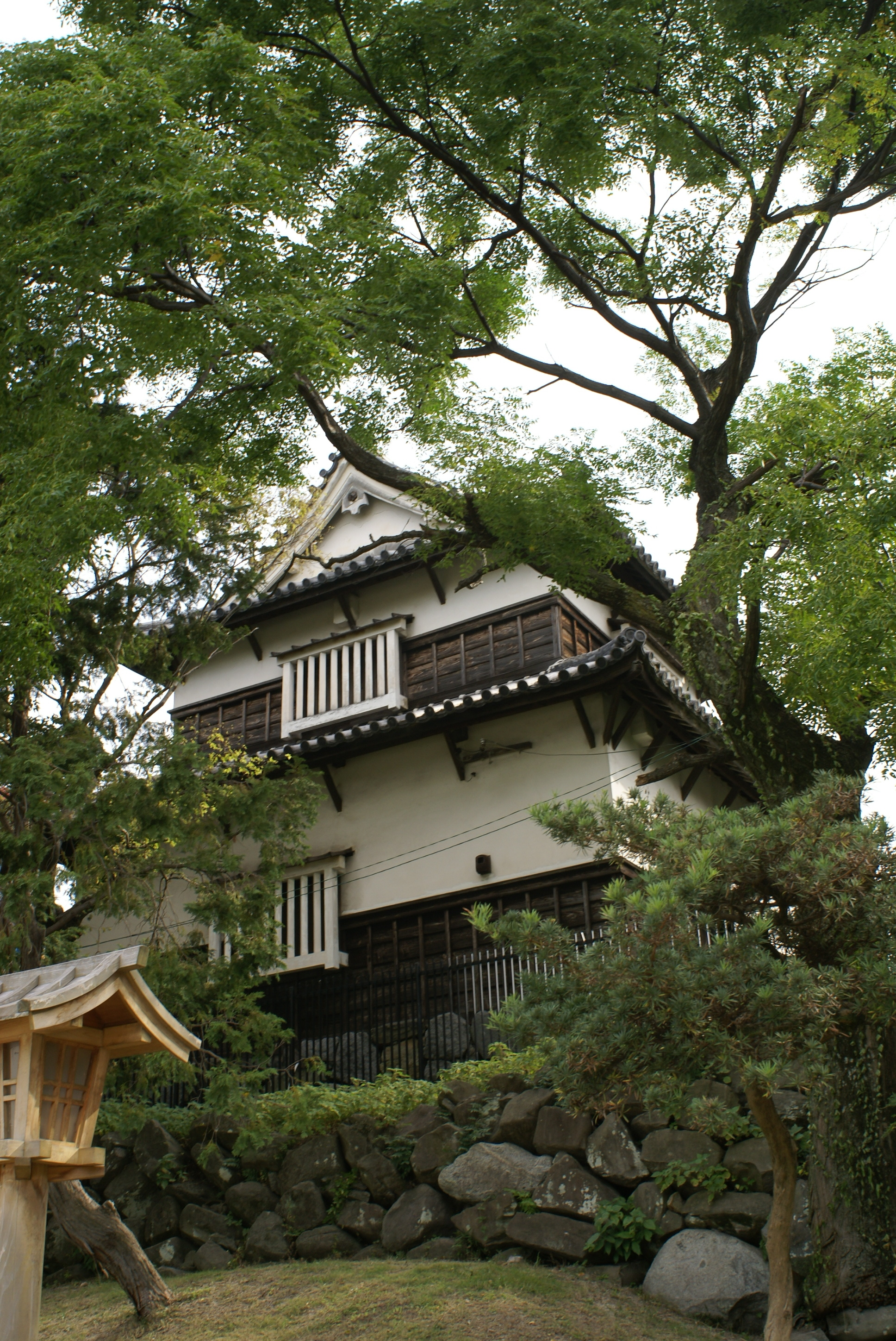
潮見櫓
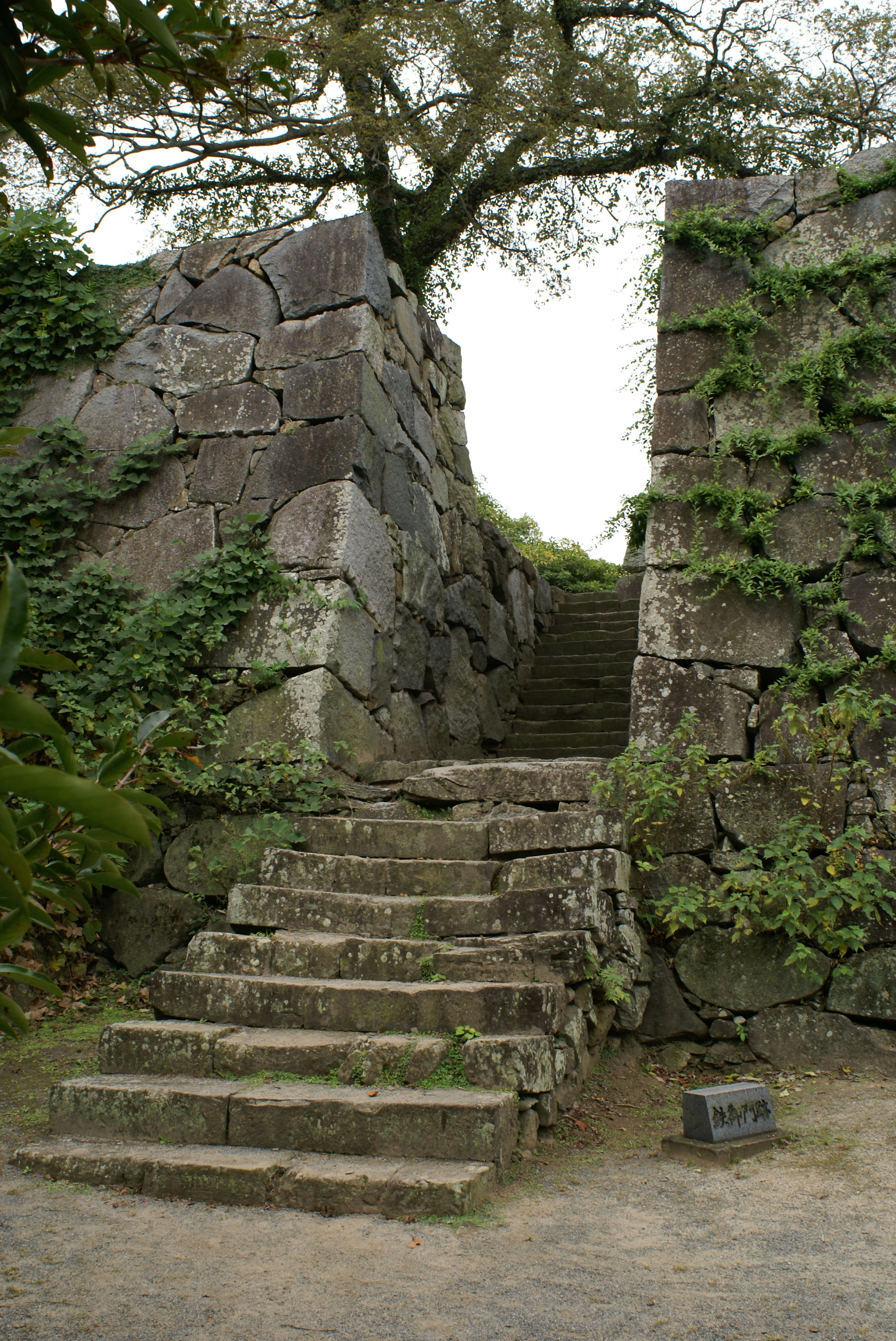
鉄御門跡
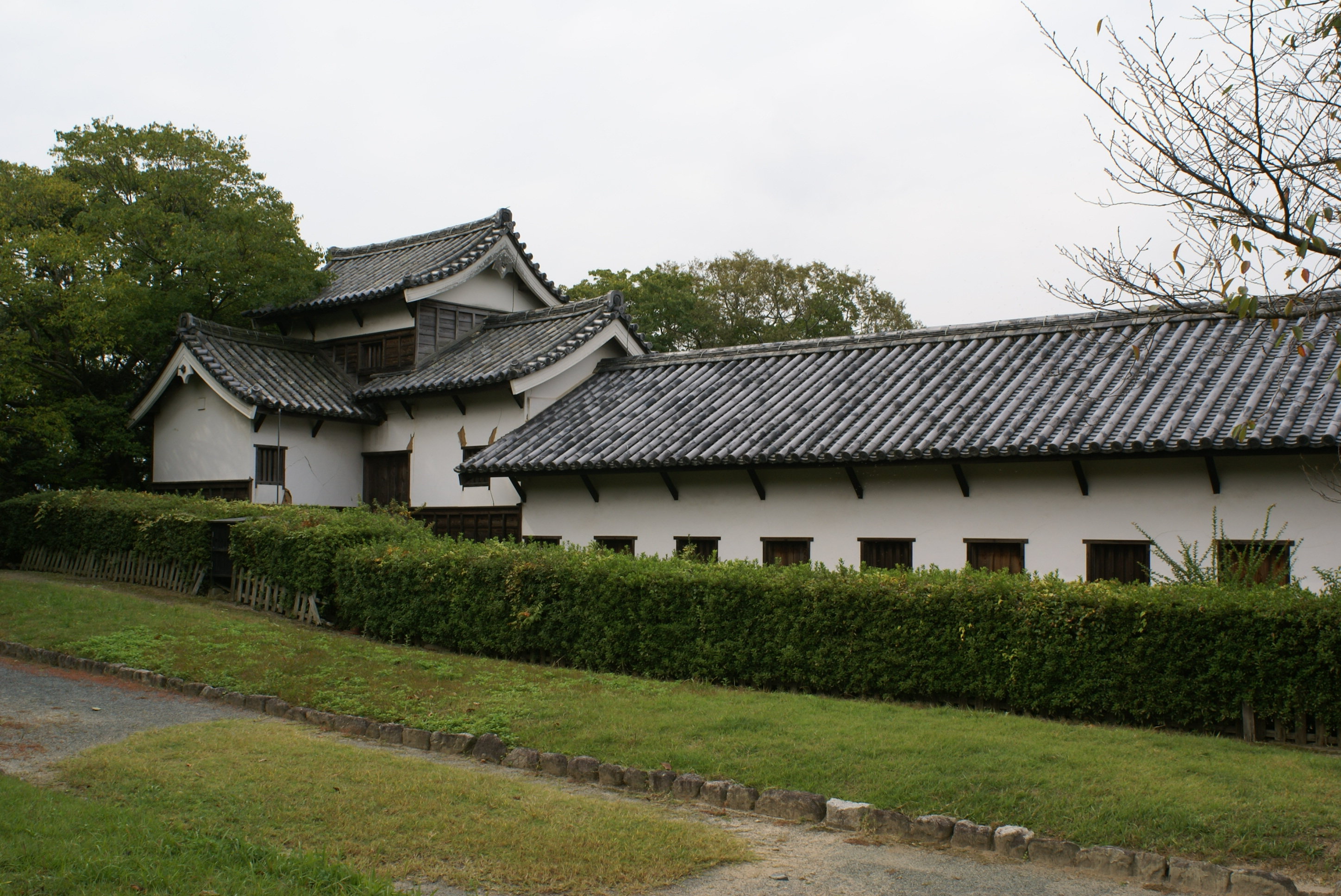
多聞櫓（城内）

## 天守

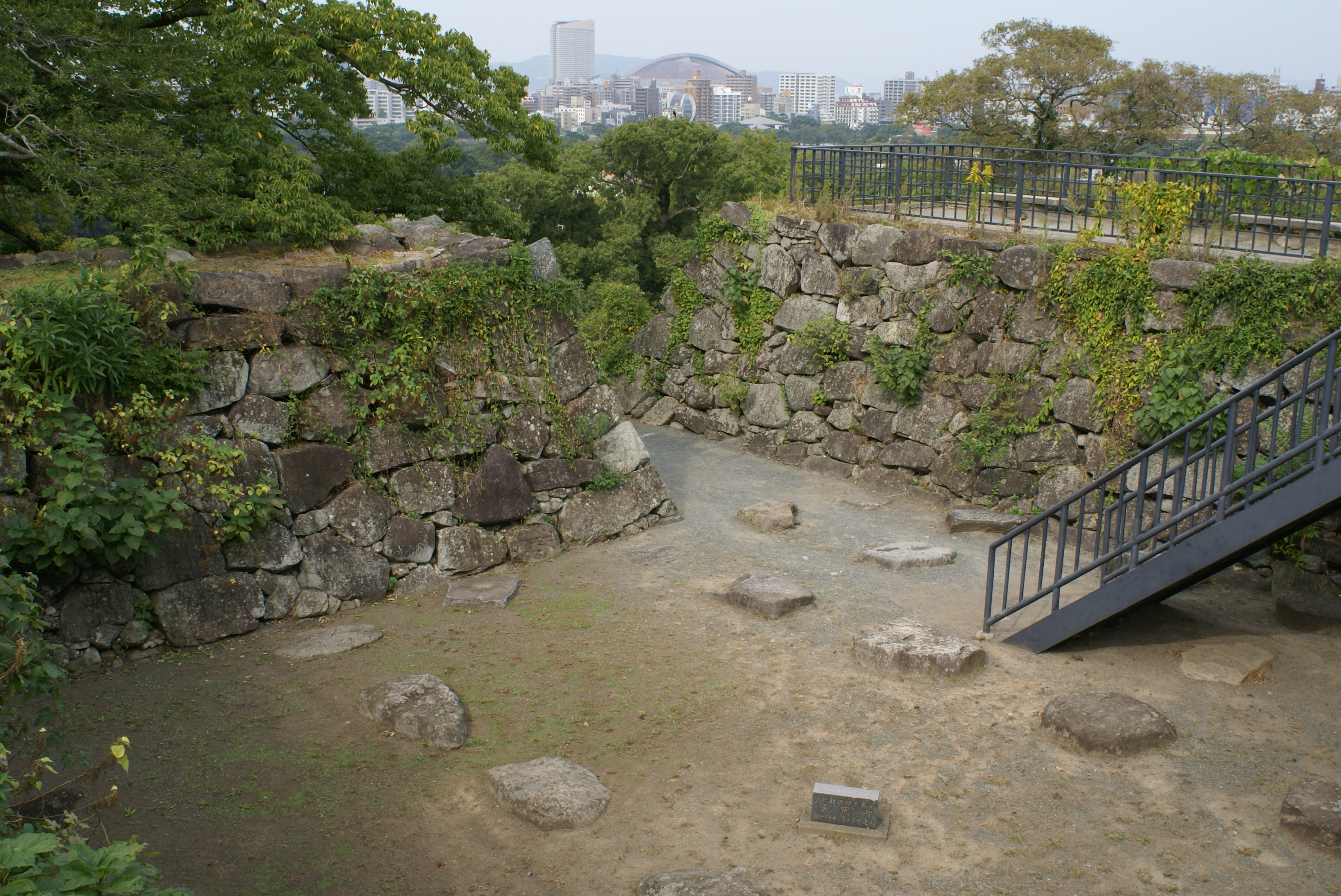
天守台礎石

1646年（正保3年）的《福博惣繪圖》是最古老福岡城的畫像，並未描繪有天守。因顧慮幕府的遠慮而沒有建造天守。
在近年找到了豐前國小倉藩主細川忠興在元和6年（1620年）寫給三男的忠利的書信寫出「黑田長政說過因幕府的擔心將天守拆除」是有天守記載，可能有天守的存在。當時天守可能利用作幕府命名各大名在大坂城進行普請而獲得幕府的信任。受到了鄰縣的熊本城影響，目前市內正構思復建五重天守。

## 外部連結
- （日語）鴻臚館・福岡城跡歷史・觀光・市民之會

33°35′04″N 130°22′59″E / 33.584381°N 130.383103°E